# Şehzade Ahmed Nureddin (figlio di Abdülmecid I)
Şehzade Ahmed Nureddin Efendi (turco ottomano: شهزادہ احمد نورالدین; Istanbul, 31 marzo 1852 – Istanbul, 3 gennaio 1884) è stato un principe ottomano, figlio del sultano Abdülmecid I e della consorte Mahitab Kadin.

## Origini
Şehzade Ahmed Nureddin nacque il 31 marzo 1852 a Istanbul, nel Palazzo di Çırağan. Era figlio del sultano ottomano Abdülmecid I e di una delle sue consorti, Mahitab Kadin. Aveva una sorella di sangue maggiore, Sabiha Sultan, morta neonata.
Nureddin venne circonciso il 9 aprile 1957 a Palazzo Dolmabahçe, insieme ai fratellastri Şehzade Mehmed Reşad (Mehmed V), Şehzade Ahmed Kemaleddin e Şehzade Mehmed Burhaneddin.
Alla morte di suo padre nel 1861, Nureddin e sua madre si stabilirono a Palazzo Feriye.

## Istruzione e carriera
Nel febbraio 1864 Nureddin e suo cugino, Şehzade Yusuf Izzeddin, figlio del sultano Abdülaziz, si iscrissero al Collegio Militare Ottomano. Loro tutori furono Miralay Süleyman Bey e Ahmed Muhtar Paşah, futuro Gran Visir.
Dopo il diploma, il 19 gennaio 1865, Nureddin presto servizio nella 5ª Divisione del 3º Battaglione Talia della Prima Armata. Il 2 luglio 1866 gli fu conferito il grado di capitano maggiore. In seguito lasciò l'esercito.

## Famiglia
Nureddin ebbe una sola consorte:
- Nazlı Emsâl Hanım. Nata nel 1852, si sposarono nel 1870. Morì entro la fine del 1871. Non ebbero figli e Nureddin scelse di non prendere altre consorti.

## Vita privata
Nureddin, insieme ai suoi fratellastri Şehzade Murad (Murad V) e Şehzade Ahmed Kemaleddin si unì alla loggia massonica Proodos, fondata nel distretto di Beyoğlu a Istanbul nel 1867, come associata della loggia francese "Grand Orient". I rituali della loggia erano condotti sia in turco che in greco.

## Morte
Nureddin morì di tubercolosi il 3 gennaio 1884, a trentuno anni. Venne sepolto nella Yeni Cami.
Il suo fratellastro, il sultano Abdülhamid II, lo onorò dando il suo nome a uno dei suoi figli.